# Bélgica nos Jogos Olímpicos de Inverno de 1976
A Bélgica competiu nos Jogos Olímpicos de Inverno de 1976, realizados em Innsbruck, Áustria.